# Římskokatolická farnost Starovice
Římskokatolická farnost Starovice je územním společenstvím římských katolíků s farním kostelem svatého Jiří v rámci hustopečského děkanství brněnské diecéze.

## Historie farnosti
První známka, ukazující na existenci obce, je z roku 1239. Roku 1322 tehdejší majitel obce Fricek z Egengerku prodal Starovice (Styrouicz) královně Elišce Rejčce, ta je vzápětí darovala nově vzniklému klášteru ve Starém Brně, kde prožila poslední roky svého života. První zmínka o samostatné faře je ze záznamů starobrněnského kláštera z roku 1392. V 16. století byla fara ve Starovicích zrušena pod vlivem protestantského učení a obec byla přifařena k Hustopečím. Nová budova fary byla postavena roku 1786.
První písemná zmínka o kostele svatého Jiří pochází z roku 1476. V roce 1791 byl kostel velmi zchátralý a proto byl přestavěn v původních rozměrech 21,6 x 9 metrů.

## Duchovní správci
Od roku 1785 do roku 1960 působil duchovní správce přímo ve Starovicích. Posledním stálým duchovním správcem na faře ve Starovicích byl Petr Markus. Po jeho přeložení do Znojma 17. března 1960 byla farnost je spravována excurrendo z Hustopečí. Od 1. srpna 2009 byl administrátorem excurrendo R. D. Mgr. Pavel Kafka.Toho ve funkci vystřídal od 1. srpna 2016 R. D. Mgr. Jan Nekuda.

## Bohoslužby
| Kostel       | Místo     | Bohoslužba (den) |  | Hodina     | Poznámka     |
| ------------ | --------- | ---------------- |  | ---------- | ------------ |
| svatého Jiří | Starovice | neděle pondělí   |  | 8.00 17.00 | Farní kostel |

## Aktivity farnosti
Dnem vzájemných modliteb farností za bohoslovce a bohoslovců za farnosti brněnské diecéze je 9. prosinec. Adorační den připadá na nejbližší neděli po 20. červnu.
Každoročně se zde koná tříkrálová sbírka. V roce 2015 se při ní vybralo 20 641 korun.Při sbírce v roce 2016 činil výtěžek 22 013 korun.